# Iśwaragita
Iśwaragita (trl. Iśvaragita, Pieśń Iśwary) – śiwaicka gita będąca częścią Kurmapurany, przedstawiająca dialog pomiędzy Śiwą a grupą ryszich. Przyjmuje się, że jej tekst dodali do purany paśupatowie.

## Struktura
Tekst składa się z jedenastu rozdziałów i zawiera 497 strof.

## Doktryna
- pokrewieństwo stanu jogi i mądrości (dźńana)
- stopnie rozwoju duchowego jako ośmiostopniowa asztanga joga
- możliwość siddhi w stanie jogi
- łaska Śiwy (prasada) przynosząca wyzwolenie